# Parigi-Nizza 1995
La Parigi-Nizza 1995, cinquantatreesima edizione della corsa, si svolse dal 5 al 12 marzo su un percorso di 1356 km ripartiti in 8 tappe (l'ultima suddivisa in due semitappe). Fu vinta dal francese Laurent Jalabert davanti al russo Vladislav Bobrik e allo svizzero Alex Zülle.

## Tappe
| Tappa  | Data     | Percorso                              | km    | Vincitore di tappa     | Leader cl. generale |
| ------ | -------- | ------------------------------------- | ----- | ---------------------- | ------------------- |
| 1ª     | 5 marzo  | Fontenay-sous-Bois > Orléans          | 161.3 | Wilfried Nelissen      | Wilfried Nelissen   |
| 2ª     | 6 marzo  | Saint-Amand-Montrond > Roanne         | 187   | Laurent Jalabert       | Laurent Jalabert    |
| 3ª     | 7 marzo  | Roanne > Clermont-Ferrand             | 168   | Wilfried Nelissen      | Laurent Jalabert    |
| 4ª     | 8 marzo  | Clermont-Ferrand > Chalvignac         | 163   | annullata per maltempo | Laurent Jalabert    |
| 5ª     | 9 marzo  | Murat > Saint-Étienne                 | 176   | Lance Armstrong        | Laurent Jalabert    |
| 6ª     | 10 marzo | Avignone > Marsiglia                  | 178   | Marco Saligari         | Laurent Jalabert    |
| 7ª     | 11 marzo | Brignoles > Mandelieu-la-Napoule      | 200   | Pascal Richard         | Laurent Jalabert    |
| 8ª-1ª  | 12 marzo | Mandelieu-la-Napoule > Nizza          | 91.4  | Fabio Baldato          | Laurent Jalabert    |
| 8ª-2ª  | 12 marzo | Nizza > Col d'Èze (cron. individuale) | 12.5  | Vladislav Bobrik       | Laurent Jalabert    |
| Totale | Totale   | Totale                                | 1356  |                        |                     |

## Dettagli delle tappe

### 1ª tappa
- 5 marzo: Fontenay-sous-Bois > Orléans – 161,3 km

| Pos. | Corridore         | Squadra        | Tempo    |
| ---- | ----------------- | -------------- | -------- |
| 1    | Wilfried Nelissen | Lotto-Isoglass | 4h18'56" |
| 2    | Laurent Jalabert  | O.N.C.E.       | s.t.     |
| 3    | Silvio Martinello | Mercatone Uno  | s.t.     |

| Pos. | Corridore         | Squadra        | Tempo    |
| ---- | ----------------- | -------------- | -------- |
| 1    | Wilfried Nelissen | Lotto-Isoglass | 4h18'46" |
| 2    | Laurent Jalabert  | O.N.C.E.       | a 3"     |
| 3    | Arturas Kasputis  | Chazal         | a 4"     |

### 2ª tappa
- 6 marzo: Saint-Amand-Montrond > Roanne – 187 km

| Pos. | Corridore        | Squadra        | Tempo    |
| ---- | ---------------- | -------------- | -------- |
| 1    | Laurent Jalabert | O.N.C.E.       | 4h35'42" |
| 2    | Andrei Tchmil    | Lotto-Isoglass | a 1'20"  |
| 3    | Stéphane Heulot  | Banesto        | s.t.     |

| Pos. | Corridore        | Squadra        | Tempo    |
| ---- | ---------------- | -------------- | -------- |
| 1    | Laurent Jalabert | O.N.C.E.       | 8h54'17" |
| 2    | Andrei Tchmil    | Lotto-Isoglass | a 1'35"  |
| 3    | Stéphane Heulot  | Banesto        | a 1'37"  |

### 3ª tappa
- 7 marzo: Roanne > Clermont-Ferrand – 168 km

| Pos. | Corridore           | Squadra        | Tempo    |
| ---- | ------------------- | -------------- | -------- |
| 1    | Wilfried Nelissen   | Lotto-Isoglass | 4h22'07" |
| 2    | Gian Matteo Fagnini | Mercatone Uno  | s.t.     |
| 3    | Frédéric Moncassin  | Novell         | s.t.     |

| Pos. | Corridore        | Squadra        | Tempo     |
| ---- | ---------------- | -------------- | --------- |
| 1    | Laurent Jalabert | O.N.C.E.       | 13h16'22" |
| 2    | Andrei Tchmil    | Lotto-Isoglass | a 1'37"   |
| 3    | Stéphane Heulot  | Banesto        | a 1'39"   |

### 4ª tappa
- 8 marzo: Clermont-Ferrand > Chalvignac – annullata per maltempo

### 5ª tappa
- 9 marzo: Murat > Saint-Étienne – 176 km

| Pos. | Corridore           | Squadra       | Tempo    |
| ---- | ------------------- | ------------- | -------- |
| 1    | Lance Armstrong     | Motorola      | 4h02'20" |
| 2    | Thierry Bourguignon | Le Groupement | a 8"     |
| 3    | Eddy Bouwmans       | Novell        | a 51"    |

| Pos. | Corridore        | Squadra        | Tempo     |
| ---- | ---------------- | -------------- | --------- |
| 1    | Laurent Jalabert | O.N.C.E.       | 17h20'23" |
| 2    | Andrei Tchmil    | Lotto-Isoglass | a 1'40"   |
| 3    | Stéphane Heulot  | Banesto        | a 1'42"   |

### 6ª tappa
- 10 marzo: Avignone > Marsiglia – 178 km

| Pos. | Corridore          | Squadra       | Tempo    |
| ---- | ------------------ | ------------- | -------- |
| 1    | Marco Saligari     | MG Boys       | 4h51'53" |
| 2    | Paolo Fornaciari   | Mercatone Uno | s.t.     |
| 3    | Francesco Frattini | Gewiss-Ballan | a 7"     |

| Pos. | Corridore        | Squadra        | Tempo     |
| ---- | ---------------- | -------------- | --------- |
| 1    | Laurent Jalabert | O.N.C.E.       | 22h12'24" |
| 2    | Andrei Tchmil    | Lotto-Isoglass | a 1'43"   |
| 3    | Stéphane Heulot  | Banesto        | a 1'45"   |

### 7ª tappa
- 11 marzo: Brignoles > Mandelieu-la-Napoule – 200 km

| Pos. | Corridore             | Squadra  | Tempo    |
| ---- | --------------------- | -------- | -------- |
| 1    | Pascal Richard        | MG Boys  | 5h39'43" |
| 2    | Laurent Jalabert      | O.N.C.E. | a 34"    |
| 3    | Abraham Olano Manzano | Mapei    | s.t.     |

| Pos. | Corridore             | Squadra  | Tempo     |
| ---- | --------------------- | -------- | --------- |
| 1    | Laurent Jalabert      | O.N.C.E. | 27h52'41" |
| 2    | Stéphane Heulot       | Banesto  | a 1'45"   |
| 3    | Abraham Olano Manzano | Mapei    | a 1'47"   |

### 8ª tappa - 1ª semitappa
- 12 marzo: Mandelieu-la-Napoule > Nizza – 91,4 km

| Pos. | Corridore        | Squadra        | Tempo    |
| ---- | ---------------- | -------------- | -------- |
| 1    | Fabio Baldato    | MG Boys        | 2h17'10" |
| 2    | Andrei Tchmil    | Lotto-Isoglass | s.t.     |
| 3    | Giovanni Fidanza | Polti          | s.t.     |

| Pos. | Corridore             | Squadra  | Tempo     |
| ---- | --------------------- | -------- | --------- |
| 1    | Laurent Jalabert      | O.N.C.E. | 30h09'51" |
| 2    | Stéphane Heulot       | Banesto  | a 1'45"   |
| 3    | Abraham Olano Manzano | Mapei    | a 1'47"   |

### 8ª tappa - 2ª semitappa
- 12 marzo: Nizza > Col d'Èze (cron. individuale) – 12,5 km

| Pos. | Corridore        | Squadra       | Tempo  |
| ---- | ---------------- | ------------- | ------ |
| 1    | Vladislav Bobrik | Gewiss-Ballan | 22'32" |
| 2    | Laurent Jalabert | O.N.C.E.      | a 12"  |
| 3    | Alex Zülle       | O.N.C.E.      | a 16"  |

| Pos. | Corridore        | Squadra       | Tempo     |
| ---- | ---------------- | ------------- | --------- |
| 1    | Laurent Jalabert | O.N.C.E.      | 30h32'32" |
| 2    | Vladislav Bobrik | Gewiss-Ballan | a 1'40"   |
| 3    | Alex Zülle       | O.N.C.E.      | a 1'57"   |

## Classifiche finali

### Classifica generale
| Pos. | Corridore             | Squadra                 | Tempo     |
| ---- | --------------------- | ----------------------- | --------- |
| 1    | Laurent Jalabert      | O.N.C.E.                | 30h32'32" |
| 2    | Vladislav Bobrik      | Gewiss-Ballan           | a 1'40"   |
| 3    | Alex Zülle            | O.N.C.E.                | a 1'57"   |
| 4    | Abraham Olano Manzano | Mapei-GB-Latexco        | a 2'30"   |
| 5    | Stéphane Heulot       | Banesto                 | a 2'38"   |
| 6    | Roberto Petito        | Mercatone Uno-Saeco     | a 3'03"   |
| 7    | Andrei Tchmil         | Lotto-Isoglass          | a 4'01"   |
| 8    | Vjačeslav Ekimov      | Novell                  | a 4'23"   |
| 9    | Yvon Ledanois         | Gan                     | a 4'35"   |
| 10   | Serhij Ušakov         | Polti-Granarolo-Santini | a 4'50"   |